# Otto Lichtschlag
Otto Lichtschlag (* 17. Juli 1885 in Wesel, Rheinprovinz; † 17. März 1961 in Andernach) war ein deutscher Oberst i. G. im Zweiten Weltkrieg sowie Freikorpsführer im Ruhrgebiet.

## Leben
Lichtschlag war ein älterer Bruder des SS-Führers Walter Lichtschlag. Als Sohn eines Offiziers begann er seine militärische Laufbahn im 1. Westfälischen Feldartillerie-Regiment Nr. 7. Lichtschlag diente im Ersten Weltkrieg als Generalstabsoffizier und war zum Ende des Krieges Hauptmann.
Seit 14. Dezember 1918 führte er das Freikorps Lichtschlag an, welches sich im Ruhrgebiet Kämpfe mit der Roten Ruhrarmee lieferte. Nachdem der Kommandierende General des VII. Armee-Korps, Oskar von Watter, vorher das Einverständnis Gustav Noskes eingeholt hatte, ließ er am 11. Februar 1919 den Generalsoldatenrat für das Freikorps auflösen und dessen dort anwesende Mitglieder verhaften. Am 16. Februar wurde es zu einer Befriedigungsaktion gegen Hervest befohlen. Die hier beginnende Blutspur brachte der Formation den Namen „Freikorps Totschlag“ ein. Nach der Auflösung der Einheit arbeitete Lichtschlag in der Industrie.
Während des Zweiten Weltkrieges wurde Lichtschlag reaktiviert und war als Oberst i. G. u. a. von 1942 bis Januar 1943 Erster Generalstabsoffizier (Ia) im LXXXII. Armeekorps sowie Generalstabschef des XXXIV. Armeekorps.